# Sărmașu
Sărmașu (in ungherese Nagysármás) è una città della Romania di 7581 abitanti (2007), ubicata nel distretto di Mureș, nella regione storica della Transilvania.
Fanno parte dell'area amministrativa anche le località di Balda, Larga, Moruț, Sărmășel, Sărmășel-Gară, Titiana e Vișinelu.
Sărmașu ha ottenuto lo status di città il 30 settembre 2003.
Pur non essendo la zona mai stata oggetto di ricerche sistematiche, alcuni ritrovamenti casuali di reperti segnalano la presenza di insediamenti umani fin dal tardo Neolitico.
Il primo documento scritto che cita Sărmașu è datato 10 aprile 1329: in tale documento, un atto elaborato dalla corte ungherese in cui si concede al nobile Ștefan Pogány il dominio sulla zona in cambio di suoi possedimenti in Slovacchia, la città viene indicata come punto di confine con i domini vicini. In un successivo documento emesso nel 1348 da Luigi I d'Ungheria, il possedimento viene donato alla nobile famiglia Juc; in tale documento si parla del possedimento come Terra nobilium de Swk Sarmas.